# Ecosistema

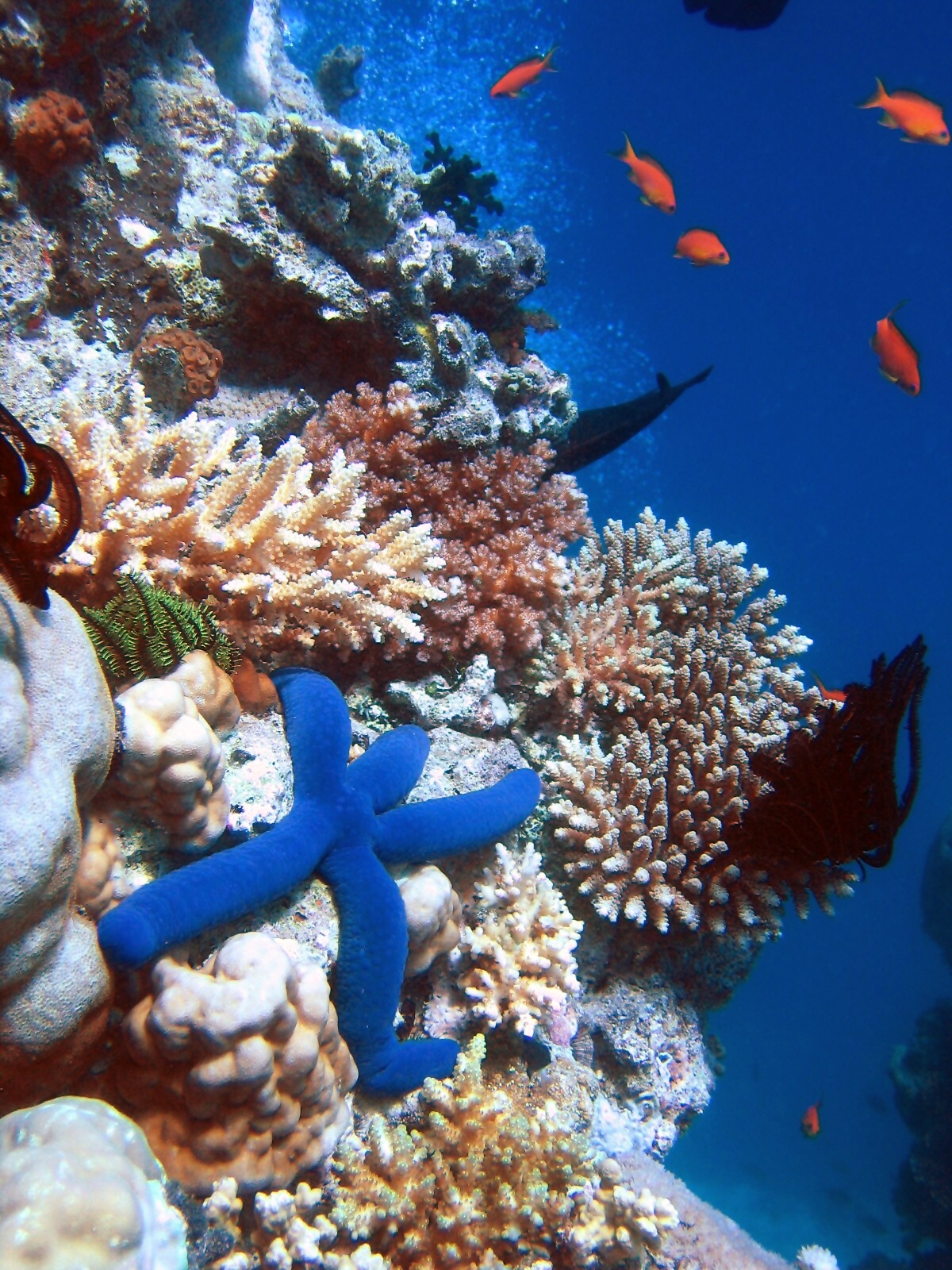
Gran barrera de coral, ecosistema marítimo.

Un ecosistema es un sistema biológico constituido por una comunidad de organismos vivos (biocenosis) y el medio físico donde se relacionan (biotopo). Se trata de una unidad compuesta de organismos interdependientes que comparten el mismo hábitat. Los ecosistemas  suelen formar una serie de cadenas que muestran la interdependencia de los organismos dentro del sistema. También se puede definir así: «Un ecosistema consiste de la comunidad biológica de un lugar y de los factores físicos y químicos que constituyen el ambiente abiótico». Se considera que los factores abióticos y bióticos están ligados por las cadenas tróficas o sea el flujo de energía y nutrientes en los ecosistemas.
Este concepto, que fue introducido en 1935 por el ecólogo inglés A. G. Tansley, tiene en cuenta las complejas interacciones entre los organismos (por ejemplo plantas, animales, bacterias, protistas y hongos) que forman la comunidad (biocenosis) y los flujos de energía y materiales que la atraviesan.

## Definición

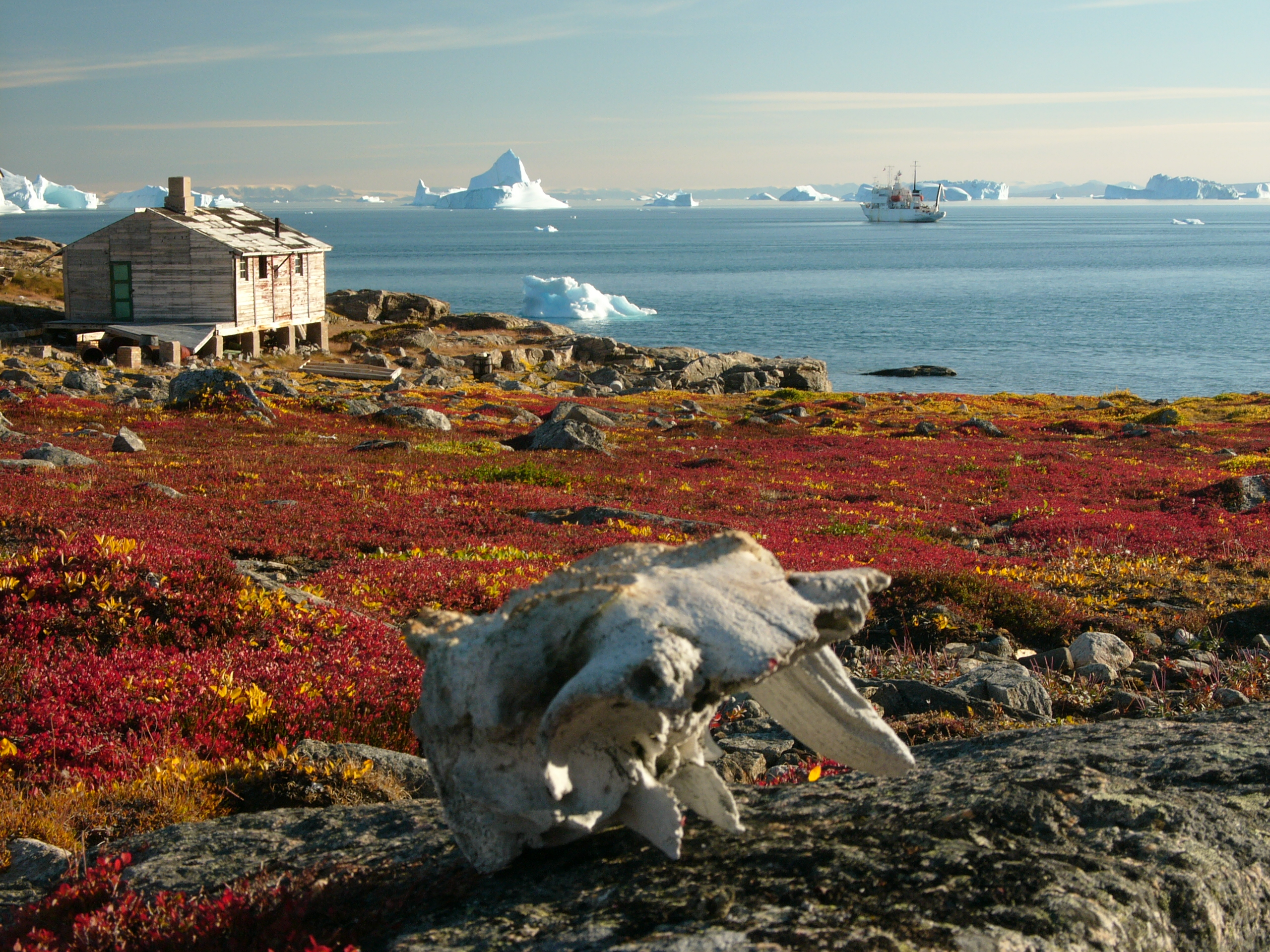
Tundra en Groenlandia

El término ecosistema fue acuñado en 1930 por Roy Clapham para designar el conjunto de componentes físicos y biológicos de un entorno. El ecólogo británico Arthur Tansley refinó más tarde el término, y lo describió como «El sistema completo, [...] incluyendo no sólo el complejo de organismos, sino también todo el complejo de factores físicos que forman lo que llamamos medio ambiente». Tansley consideraba los ecosistemas no simplemente como unidades naturales sino como «aislamientos mentales» («mental isolates»). Tansley más adelante definió la extensión espacial de los ecosistemas mediante el término «ecotopo» («ecotope»).
Fundamental para el concepto de ecosistema es la idea de que los organismos vivos interactúan con cualquier otro elemento en su entorno local. Eugene Odum, uno de los fundadores de la ecología, declaró: «Toda unidad que incluye todos los organismos (es decir: la “comunidad”) en una zona determinada interactuando con el entorno físico de tal forma que un flujo de energía conduce a una estructura trófica claramente definida, diversidad biótica y ciclos de materiales (es decir, un intercambio de materiales entre las partes vivientes y no vivientes) dentro del sistema es un ecosistema». El concepto de ecosistema humano se basa en desmontar la dicotomía humano/naturaleza y en la premisa de que todas las especies están ecológicamente integradas unas con otras, así como con los componentes abióticos de su biotopo.

## Bioma

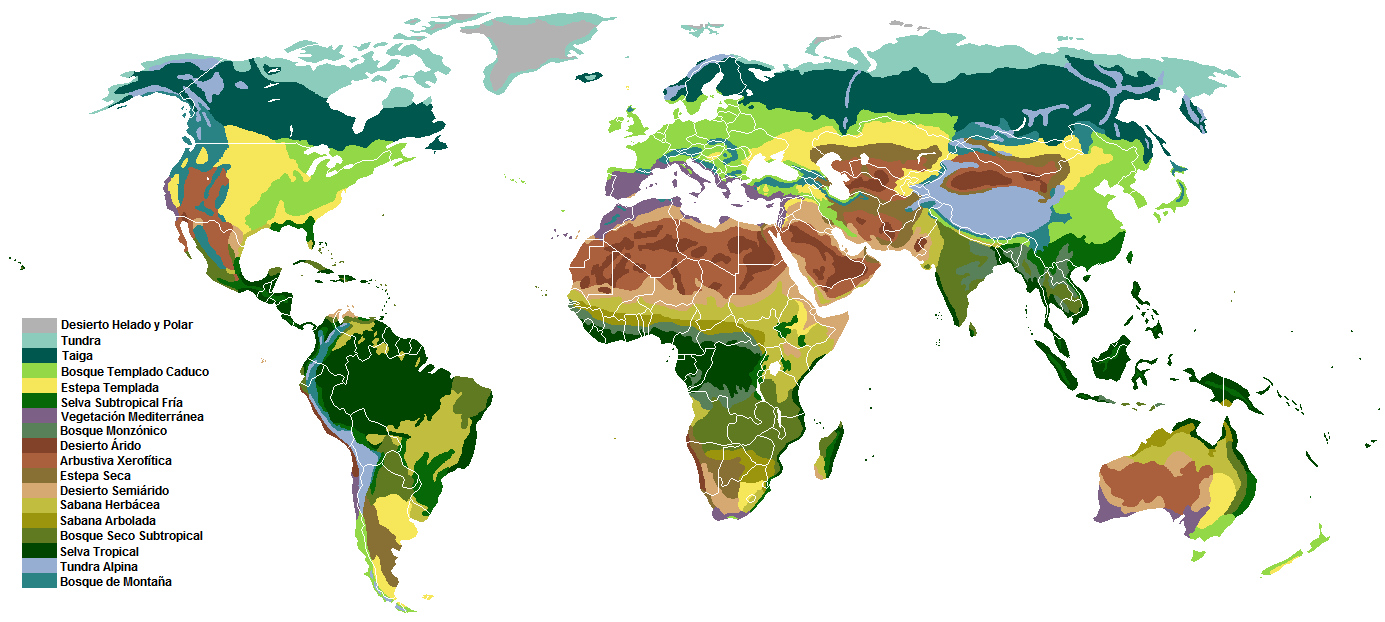
Mapa de biomas terrestres clasificados por vegetación

Un bioma es una clasificación global de áreas similares, incluyendo muchos ecosistemas, climática y geográficamente similares, esto es, una zona definida ecológicamente en que se dan similares condiciones climáticas y similares comunidades de plantas, animales y organismos del suelo, son a menudo referidas como ecosistemas de gran extensión. Los biomas se definen basándose en factores tales como las estructuras de las plantas (árboles, arbustos y hierbas), los tipos de hojas (plantas de hoja ancha y aguja), la distancia entre las plantas (bosque, selva, sabana) y el clima. A diferencia de las ecozonas, los biomas no se definen por genética, taxonomía o semejanzas históricas y se identifican con frecuencia con patrones especiales de sucesión ecológica y vegetación clímax.
La clasificación más simple de biomas es:
- Biomas terrestres.
- Biomas de agua dulce.
- Biomas marinos.

## Clasificación de ecosistemas
Los ecosistemas han adquirido, políticamente, una especial relevancia ya que en el Convenio sobre la Diversidad Biológica (CDB) (o en inglés «Convention on Biological Diversity») —ratificado por más de 175 países en Río de Janeiro en junio de 1992— se establece «la protección de los ecosistemas, los hábitats naturales y el mantenimiento de poblaciones viables de especies en entornos naturales» como un compromiso de los países ratificantes. Esto ha creado la necesidad política de identificar espacialmente los ecosistemas y de alguna manera distinguir entre ellos. El CDB define un «ecosistema» como «un complejo dinámico de comunidades vegetales, animales y de microorganismos y su medio no viviente que interactúan como una unidad funcional».
Con la necesidad de proteger los ecosistemas, surge la necesidad política de describirlos e identificarlos de manera eficiente. Vreugdenhil et al. argumentaron que esto podría lograrse de manera más eficaz mediante un sistema de clasificación fisonómico-ecológico, ya que los ecosistemas son fácilmente reconocibles en el campo, así como en imágenes de satélite. Sostuvieron que la estructura y la estacionalidad de la vegetación asociada, complementadas con datos ecológicos (como la altitud, la humedad y el drenaje) eran cada uno modificadores determinantes que distinguían parcialmente diferentes tipos de especies. Esto era cierto no solo para las especies de plantas, sino también para las especies de animales, hongos y bacterias. El grado de distinción de ecosistemas está sujeto a los modificadores fisonómicos que pueden ser identificados en una imagen o en el campo. En caso necesario, se pueden añadir los elementos específicos de la fauna, como la concentración estacional de animales y la distribución de los arrecifes de coral. 
Algunos de los sistemas de clasificación son los siguientes: 
- Clasificación fisonómica-ecológica de formaciones vegetales de la Tierra: un sistema basado en el trabajo de 1974 de Mueller-Dombois y Heinz Ellenberg,[13] y desarrollado por la UNESCO. Describe la estructura de la vegetación y la cubierta sobre y bajo el suelo tal como se observa en el campo, descritas como formas de vida vegetal. Esta clasificación es fundamentalmente un sistema de clasificación de vegetación jerárquico, una fisionomía de especies independientes que también tiene en cuenta factores ecológicos como el clima, la altitud, las influencias humanas tales como el pastoreo, los regímenes hídricos, así como estrategias de supervivencia tales como la estacionalidad. El sistema se amplió con una clasificación básica para las formaciones de aguas abierta.[14]
- Sistema de clasificación de la cubierta terrestre («Land Cover Classification System», LCCS), desarrollado por la Organización para la Agricultura y la Alimentación (FAO).[15]

Varios sistemas de clasificación acuáticos están también disponibles. Hay un intento del Servicio Geológico de los Estados Unidos («United States Geological Survey», USGS) y la Inter-American Biodiversity Information Network (IABIN) para diseñar un sistema completo de clasificación de ecosistemas que abarque tanto los ecosistemas terrestres como los acuáticos. 
Desde una perspectiva de la filosofía de la ciencia, los ecosistemas no son unidades discretas de la naturaleza que se pueden identificar simplemente usando un enfoque correcto para su clasificación. De acuerdo con la definición de Tansley («aislamientos mentales»), cualquier intento de definir o clasificar los ecosistemas debería de ser explícito para la asignación de una clasificación para el observador/analista, incluyendo su fundamento normativo.

## Estructura de los ecosistemas

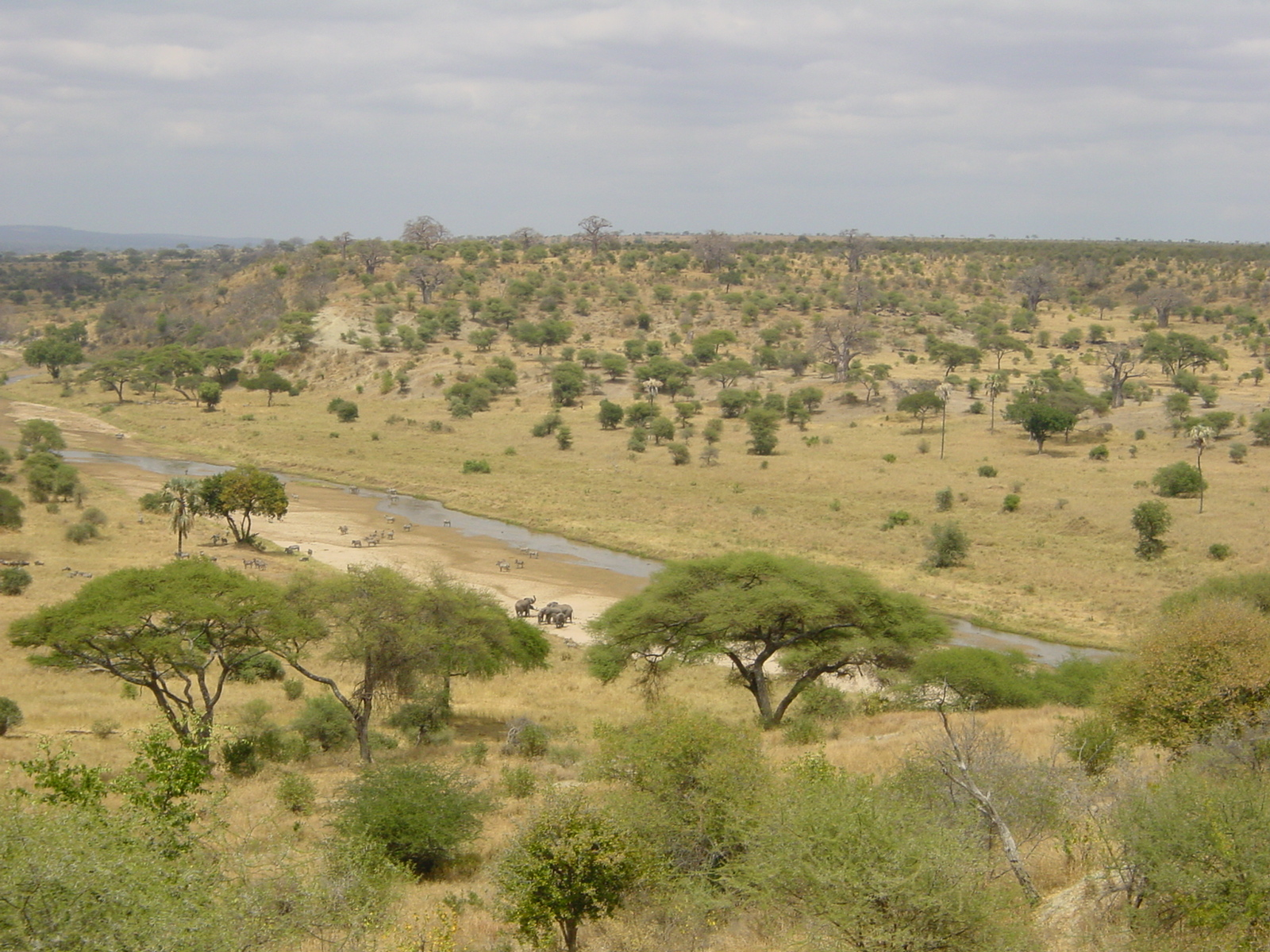
Sabana en el parque nacional Tarangire de Tanzania

Al sumar la estructura de un ecosistema se habla a veces de la estructura abstracta en la que las partes son las distintas clases de componentes, es decir, el biotopo y la biocenosis, y los distintos tipos ecológicos de organismos (productores, descomponedores, predadores, etc.). Pero los ecosistemas tienen además una estructura física en la medida en que no son nunca totalmente homogéneos, sino que presentan partes, donde las condiciones son distintas y más o menos uniformes, o gradientes en alguna dirección.
El ambiente ecológico aparece estructurado por diferentes interfaces o límites más o menos definidos, llamados ecotonos, y por gradientes direccionales, llamados ecoclinas, de factores fisicoquímicos del medio. Un ejemplo es el gradiente de humedad, temperatura e intensidad lumínica en el seno de un bosque, o el gradiente en cuanto a luz, temperatura y concentraciones de gases (por ejemplo O2) en un ecosistema léntico.
La estructura física del ecosistema puede desarrollarse en la dirección vertical y horizontal, en ambos casos se habla de estratificación.
- Estructura vertical. Un ejemplo claro e importante es el de la estratificación lacustre, donde distinguimos esencialmente epilimnio, mesolimnio (o termoclina) e hipolimnio. El perfil del suelo, con su subdivisión en horizontes, es otro ejemplo de estratificación con una dimensión ecológica. Las estructuras verticales más complejas se dan en los ecosistemas forestales, donde inicialmente distinguimos un estrato herbáceo, un estrato arbustivo y un estrato arbóreo.

- Estructura horizontal. En algunos casos puede reconocerse una estructura horizontal, a veces de carácter periódico. En los ecosistemas ribereños, por ejemplo, aparecen franjas paralelas al cauce fluvial, dependientes sobre todo de la profundidad del nivel freático. En ambientes periglaciales los fenómenos periódicos relacionados con los cambios de temperatura, helada y deshielo, producen estructuras regulares en el sustrato que afectan también a la biocenosis. Algunos ecosistemas desarrollan estructuras horizontales en mosaico, como ocurre en extensas zonas bajo climas tropicales de dos estaciones, donde se combina la llanura herbosa y el bosque o el matorral espinoso, formando un paisaje característico conocido como la sabana arbolada.

## Tipos de Ecosistemas

### Ecosistema acuático

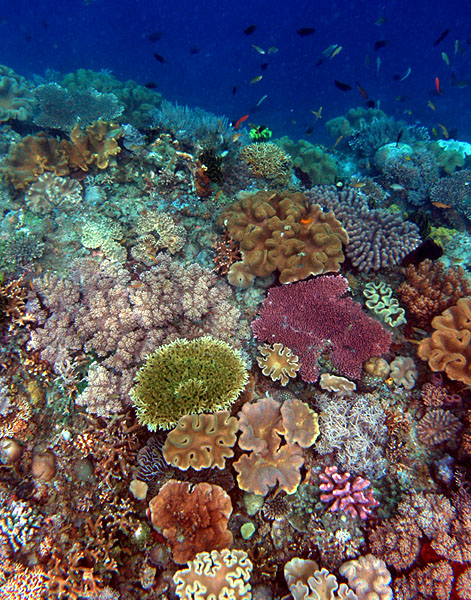
Ecosistema acuático. Arrecife de coral en Timor

Los ecosistemas acuáticos incluyen las aguas de los océanos y las aguas continentales dulces o saladas.
Cada uno de estos cuerpos de agua tiene estructuras y propiedades físicas particulares con relación a la luz, la temperatura, las olas, las corrientes y la composición química, así como diferentes tipos de organizaciones ecológicas y de distribución de los organismos.

#### Ecosistema marino
La oceanografía se ocupa del estudio de estos ecosistemas. Pueden ser de dos tipos dependiendo de la luz solar que reciben:
- Fótico: Cuando recibe luz suficiente para la fotosíntesis, lo que sucede hasta los 200 m de profundidad. Ejemplos de ecosistemas de este tipo son el de playa o costero, el de plataforma continental, de mar abierto, arrecife de coral, laguna de atolón, desembocadura de río, etc.[16]
- Afótico: Donde no llega la luz suficiente para la fotosíntesis. Como en el mar poco profundo, mar profundo, abisal, fosa oceánica y la mayor parte del fondo marino.

#### Ecosistema de agua dulce
La limnología se ocupa del estudio de los ecosistemas de ríos y lagos. En este grupo no solo se consideran los ecosistemas de agua corriente (medios lóticos) y los de agua quieta (medios lénticos), sino también los hábitats acuosos de manantiales, huecos de árboles e incluso las cavidades de plantas donde se acumula agua y los ambientes de aguas subterráneas.

### Ecosistema terrestre
Son aquellos en los que la flora y fauna se desarrollan en el suelo o subsuelo. Dependen de la humedad, temperatura, altitud y latitud, de tal manera que los ecosistemas biológicamente más ricos y diversos se encuentra a mayor humedad, mayor temperatura, menor altitud y menor latitud. 
Los ecosistemas pueden clasificarse según el tipo de vegetación, encontrando la mayor biodiversidad en los bosques, y esta va disminuyendo en los matorrales, herbazales, hasta llegar al desierto. Según la densidad de la vegetación predominante, pueden ser abiertos o cerrados. Entre los principales ecosistemas terrestres tenemos:

#### Bosques
Los ecosistemas forestales o bosques conforman la mayor masa de biósfera terrestre. Pueden ser:
- Bosque de frondosas o bosques de hoja ancha: Formados mayormente por angiospermas (árboles con floración).
  - Selva: Ecosistemas con la mayor densidad biológica, mayor precipitación y de vegetación perennifolia. El clima determina diversos tipos: Según la latitud y temperatura puede ser selva tropical o subtropical, según la estacionalidad y humedad es selva lluviosa o monzónica y según la altitud es selva montana o basal. Son de gran complejidad, el dosel arbóreo y el sotobosque se consideran ecosistema marcadamente diferenciados. La selva más extensa y diversificada es la selva ecuatorial, que es de tipo tropical-lluviosa-basal.
  - Bosque seco: Bosques tropicales y subtropicales con una estación seca larga y una lluviosa breve, por lo que abunda la vegetación xerófila y caducifolia.
  - Bosque templado de frondosas: En zonas menos húmedas se desarrolla el bosque mediterráneo y el bosque caducifolio; en regiones más húmedas está el bosque laurifolio o selva templada.
- Bosque de coníferas o bosque de hoja acicular. Formados principalmente por gimnospermas como las coníferas.
  - Taiga o bosque boreal: Bosques de mayor extensión pero de menor biodiversidad. Tiene unos 4 meses de estación favorable. El suelo presenta líquenes y musgo.
  - Bosque templado de coníferas: Bosques de pino, cedro, abeto y secoya, entre otros, que se encuentran entre los más altos del mundo.
  - Bosque subtropical de coníferas: Bosques subhúmedos, principalmente de pino.

#### Matorrales
Los ecosistemas arbustivos o matorrales son aquellos que tienen plantas de menor porte como los arbustos y matas. Pueden ser:
- Arbustal: Según la región y el tipo de arbustos recibe diversas denominaciones tales como chaparral, matorral mediterráneo, brezal, jaral y fynbos.
- Xerófilo: El matorral xerófilo se compone principalmente por espinos como cactus y bromelia en regiones semidesérticas.
- Páramo: Son matorrales de montaña, ecosistemas húmedos de gran altitud y latitud ecuatorial propios de América, África y Nueva Guinea.

#### Herbazales
Los ecosistemas herbáceos o herbazales son aquellos con predominio de hierbas (gramíneas) y suelen estar en medios semiáridos con clima estacional. Pueden ser:
- Pradera: De clima templado y verde la mayor parte del año por predominio de la estación húmeda. Son transformados con facilidad en terrenos agrícolas.
- Estepa: De clima templado a frío y de color amarillento la mayor parte del año por predominio del clima árido continental.
- Sabana: De clima tropical y subtropical, suele limitar con la selva. Su estacionalidad conduce a los hábitos migratorios de la fauna. La ausencia o presencia irregular de arbustos o árboles da lugar a los ecosistemas de sabana herbácea, sabana arbustiva y sabana boscosa o arbolada.
- Pradera alpina: También llamada pradera de montaña, tundra alpina o herbazal de montaña. Son ecosistemas de gran altitud. En los Andes (región puna) destacan los pajonales. Se encuentra también en los Alpes, el Tíbet y otros.

#### Tundra
La tundra está conformada por musgos, líquenes, hierbas y pequeños arbustos, por lo que en realidad es un ecosistema húmedo definido por la ausencia de árboles y que presenta el subsuelo congelado. Se encuentran entre la taiga y las nieves perpetuas. La tundra ártica tiene gran extensión, en la Antártida son áreas pequeñas y la tundra alpina se define mejor como pradera de montaña.

#### Desierto
- Desierto propiamente dicho: Poseen flora y fauna muy escasa. Son típicos de los climas subtropicales, aunque también pueden encontrarse en zonas tropicales, templadas, frías y en montaña.
- Indlandsis: Es la capa de hielo o desierto polar. El ecosistema tiene más desarrollo en las costas o bordes del hielo.

#### Ecosistema de paisaje modificado
Es el ecosistema no natural con control o intervención del ser humano.
- Medio urbano.
- Medios rurales de explotación como los campos de cultivo, crianza, minas, tala, etc.
- Ecosistemas artificiales y seminaturales: Como la creación de bosques, estanques, introducción de nuevas especies, abandono de campos de cultivo, desertificación, etc.

#### Ecosistema mixto
Es el ecosistema inundable o humedal como el pantano o ciénaga, el cual es considerado según sea el caso, un ecosistema terrestre o acuático, o más cercanamente, un híbrido entre ellos. Son suelos cubiertos de agua dulce o salada, permanentemente o durante gran parte del año, encontrándose comúnmente en las llanuras aluviales. Dependiendo de sus características presentan plantas acuáticas, herbáceas, árboles, helechos, algas y una fauna adaptada a este hábitat. Algunos ecosistemas de este tipo:

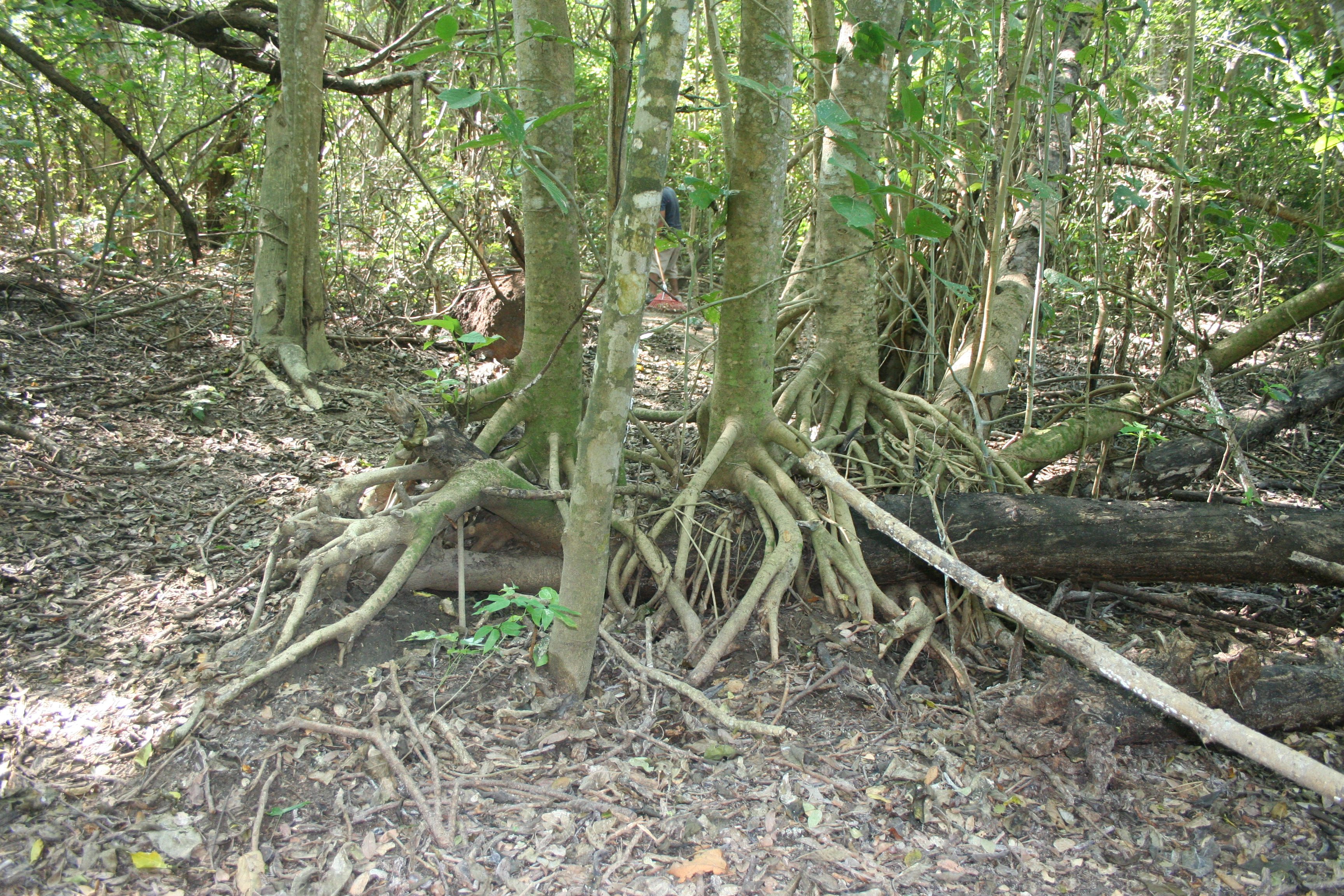
Parque nacional Huatulco, estado de Oaxaca, México, inmerso entre la Selva Baja Caducifolia, el Humedal El Sanate, una selva inundable compuesta principalmente por individuos de Bravaisia integerrima

- Sabana inundada: Llanura aluvial de sabana. Destaca el Pantanal en el centro sudamericano, como el mayor humedal del mundo, un ecosistema de gran biodiversidad.
- Selva inundable: Llanura aluvial selvática como la várzea y agapós de Brasil, o los aguajales y bajiales del Perú.
- Pantano de coníferas: Formado en llanuras pobladas de árboles y arbustos.
- Manglar: Ecosistema costero tropical de mangles.
- Marisma: Humedal herbáceo en las proximidades del mar.
- Juncal: Ecosistema ribereño de juncos junto a lagos o ríos.
- Estero: Pantano formado en las proximidades de ríos o lagos, formado por plantas acuáticas o palmeras y diversa vegetación.
- Turbera: Humedal formado por turba en tundras y taigas, compuesto por musgos y acumulación de materia vegetal muerta.
- Bofedal: Humedal herbáceo de alta montaña.

#### Ecosistema microbiano
Dentro de la microbiología se pueden describir igualmente sistemas compuestos de organismos microbianos interdependientes que comparten un mismo hábitat. Entre ellos destacan:
- las microbiotas: que están conformadas por un conjunto de microorganismos que se localizan de manera normal en distintos sitios del cuerpo de los seres vivos pluricelulares, como por ejemplo en el ser humano.

- las biopelículas o biofilms: que son ecosistemas microbianos organizados, conformados por uno o varios microorganismos asociados a una superficie viva o inerte, los cuales presentan características funcionales y estructuras complejas.

- los gránulos de kéfir: conformados por una masa biótica simbiótica en el que  conviven diferentes especies de bacterias probióticas y levaduras, envuelta en una matriz polisacárida, denominada kefiran.

## Función y biodiversidad
Desde el punto de vista humano muchos ven a los ecosistemas como unidades de producción similares a los que producen bienes y servicios. Entre los bienes más comunes producidos por los ecosistemas están la madera y el forraje para el ganado. La carne de los animales silvestres puede ser muy provechosa bajo un sistema de manejo bien controlado como ocurre en algunos lugares en África del Sur y en Kenia. No se ha tenido tanto éxito en el descubrimiento y la producción de sustancias farmacéuticas a partir de organismos silvestres.
Los servicios derivados de los ecosistemas incluyen: 
- El disfrute de la naturaleza: lo cual proporciona fuentes de ingresos y de empleo en el sector turístico, a menudo referido como ecoturismo.
- Retención de agua: facilita una mejor distribución la misma.
- Protección del suelo: un laboratorio al aire libre para la investigación científica, etc.

Un número mayor de especies o diversidad biológica (biodiversidad) de un ecosistema le confiere mayor capacidad de recuperación porque habiendo un mayor número de especies éstas pueden absorber y reducir los efectos de los cambios ambientales. Esto reduce el impacto del cambio ambiental en la estructura total del ecosistema y reduce las posibilidades de un cambio a un estado diferente. Esto no es universal; no existe una relación comprobada entre la diversidad de las especies y la capacidad de un ecosistema de proveer bienes y servicios en forma sostenible. 
Las selvas húmedas tropicales producen muy pocos bienes y servicios directos y son sumamente vulnerables a los cambios. En cambio los bosques templados se regeneran rápidamente y vuelven a su anterior estado de desarrollo en el curso de una generación humana, como se puede ver después de incendios de bosques. Algunas praderas han sido explotadas en forma sostenible por miles de años: (Mongolia, África, brezales europeos).

## Dinámica de ecosistemas

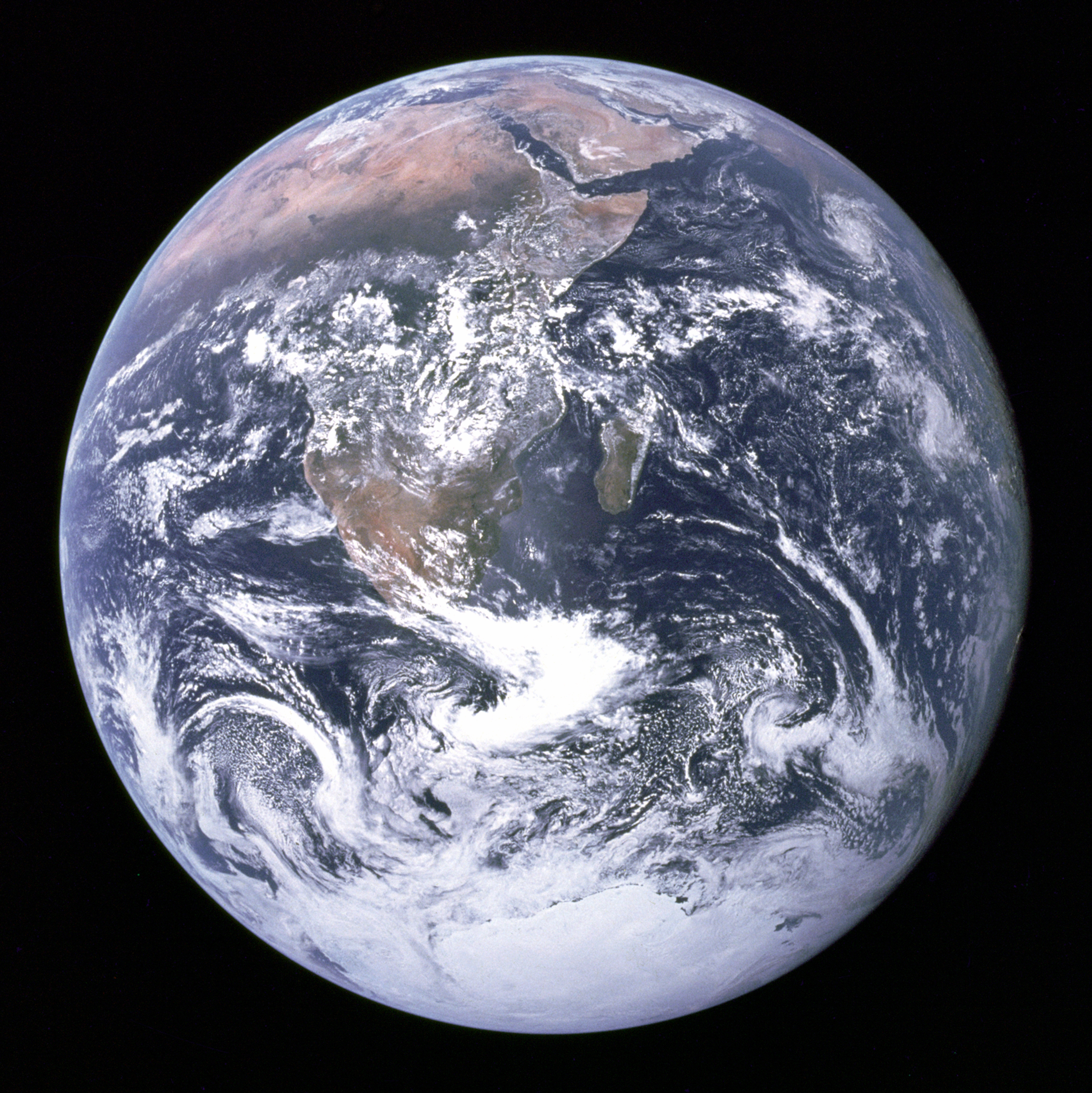
La canica azul. La Tierra vista desde la nave espacial Apolo 17, 1972.

La introducción de nuevos elementos, ya sean abióticos o bióticos, puede tener efectos disruptivos. En algunos casos puede llevar al colapso y a la muerte de muchas especies dentro del ecosistema.
Sin embargo, en algunos casos los ecosistemas tienen la capacidad de recuperarse. La diferencia entre un colapso y una lenta recuperación depende de dos factores: la toxicidad del elemento introducido y la capacidad de recuperación del ecosistema original.
Los ecosistemas están gobernados principalmente por eventos estocásticos (azar), las reacciones que estos eventos ocasionan en los materiales inertes y las respuestas de los organismos a las condiciones que los rodean. Así, un ecosistema es el resultado de la suma de las respuestas individuales de los organismos a estímulos recibidos de los elementos en el ambiente. La presencia o ausencia de poblaciones simplemente depende del éxito reproductivo y de dispersión; los niveles de las poblaciones fluctúan en respuesta a eventos estocásticos. Si el número de especies de un ecosistema es más alto, el número de estímulos también es más alto. Desde el principio de la vida, los organismos han sobrevivido a continuos cambios por medio de la selección natural. Gracias a la selección natural las especies del planeta se han ido adaptando continuamente a los cambios por medio de variaciones en su composición biológica y distribución.
Se puede demostrar matemáticamente que los números mayores de diferentes factores interactivos tienden a amortiguar las fluctuaciones en cada uno de los factores individuales. Dada la gran diversidad de organismos en la Tierra, la mayoría de los ecosistemas cambia muy gradualmente y a medida que unas especies desaparecen van surgiendo o entrando otras. Localmente las sub-poblaciones se extinguen continuamente siendo reemplazada más tarde por la dispersión de otras sub-poblaciones.
Si los ecosistemas están gobernados principalmente por procesos estocásticos deben ser más resistentes a los cambios bruscos que cada especie en particular. En la ausencia de un equilibrio en la naturaleza, la composición de especies de un ecosistema puede experimentar modificaciones que dependen de la naturaleza del cambio, pero es posible que el colapso ecológico total sea infrecuente.